# Arfeuillea
Arfeuillea é um género botânico pertencente à família Sapindaceae.